# Rhionaeschna jalapensis
Rhionaeschna jalapensis – gatunek ważki z rodziny żagnicowatych (Aeshnidae). Występuje na terenie Ameryki Środkowej.